# Partit Socialdemòcrata dels Treballadors de Letònia
Partit Socialdemòcrata dels Treballadors de Letònia (letó Latvijas Sociāldemokrātiskā Strādnieku Partija, LSDSP) és un partit polític de Letònia d'ideologia socialdemòcrata.

## Història

### Fundació
És el més antic partit polític existent a Letònia, les seves arrels estan en els grups de treballadors Jauna Strava fundat ja el 1892, quan Letònia era encara part de l'Imperi Rus. El primer LSDS es va fundar oficialment de la unió de diverses societats socialistes letones el 20 de juny de 1904, inicialment amb bases socialistes i nacionalistes i rebutjant la dictadura del proletariat. tenia inicialment un nacionalista i un socialista de base i rebutja la dictadura del proletariat. L'1 de juny de 1904, juntament amb la més radical Unió Social Demòcrata Letona, van redactar una proclamació conjunta exigint l'autodeterminació i la introducció de letó com a llengua de l'administració i l'educació. LSDSP va dirigir la Revolució de 1905 a Letònia i organitzà vagues a Riga juntament amb el Bund.
El partit es va convertir en una organització regional autònoma del Partit Obrer Socialdemòcrata Rus amb el nom de la Socialdemocràcia de Letònia (Latvija sociāldemokratija; LSD), el 23 d'abril de 1906 i el 1907 potser tenia 16.000 membres, però va disminuir bruscament l'adhesió a causa de la imposició de l'estat de setge i les detencions en massa que van seguir al fracàs de la Revolució de 1905, i el 1911 només tenia 2.000 membres. El partit va créixer novament amb la industrialització de 1912-13, però la Primera Guerra Mundial va suposar una nova disminució a 500 membres el 1916. Els bolxevics van prendre el control del Comitè Central de LSD el 1915, però els menxevics expulsats van prendre el control del partit 17 de juny de 1918.

### 1918 - 1940
Una vegada que Letònia esdevingué independent, el LSDSP va ser un dels dos partits polítics més influents (juntament amb la Unió d'Agricultors Letons). Va obtenir 57 dels 150 escons de l'Assemblea Constituent de 1920 (Satversmes Sapulce). Fou el partit amb més representació parlamentària a les quatre eleccions del període (31 de 100 el 1922, 33 el 1925, 26 el 1928 i 21 el 1931). El seu líder, Pauls Kalniņš, fou el portaveu del Saeima de 1925 a 1934. El partit, però, va restar sovint a l'oposició degut a la formació de coalicions de govern dels petits partits de dreta.
El LSDSP fou prohibit després que el cop d'estat de 1934 de Kārlis Ulmanis, juntament amb tots els altres partits polítics, i la prohibició es va mantenir després de l'annexió a l'URSS el 1940. Quan molts letons d'esquerra abandonaren el país durant la Segona Guerra Mundial, fou restaurat com una "organització a l'exili" que operà a Suècia des del 1945.

## El partit ara
Quan Letònia es va independitzar de nou en 1990, la direcció del LSDSP van tornar a Letònia. A principis de 1990 fou sacsejat amb divisions internes. En un moment donat, a Letònia hi havia 3 partits socialdemòcrates, dos d'ells sorgits del LSDSP i el tercer sorgit de la facció reformista del Partit Comunista de Letònia. Finalment, els tres partits es van fusionar, sota el nom de LSDSP.
El nou partit va obtenir 14 escons a les eleccions legislatives letones de 1998 i a les eleccions locals de 2001 aconseguí l'alcaldia de Riga per a Gundars Bojārs. Però a les eleccions legislatives de 2002 només va treure el 4% dels vots i no obtingué representació parlamentària. La seva popularitat va decaure i a les eleccions locals de 2005 va perdre l'alcaldia de Riga (va treure 7 escons però quedà a l'oposició). A les eleccions legislatives de 2006 va treure el 3,5% dels vots i continuà extraparlamentari.

## Resultats electorals

### Eleccions legislatives
| Any                                       | Líder             | Resultats                           | Resultats                           | Resultats                           | Resultats            | Resultats            | Pos.                 | Govern             |
| Any                                       | Vots              | %                                   | ±                                   | Escons                              | +/–                  |                      | Pos.                 | Govern             |
| ----------------------------------------- | ----------------- | ----------------------------------- | ----------------------------------- | ----------------------------------- | -------------------- | -------------------- | -------------------- | ------------------ |
| 1920                                      | Andrejs Petrevics | 274,877                             | 38.67                               | Nou                                 | 57 / 150             | Nou                  | 1r                   | Oposició           |
| 1922                                      | Jānis Pliekšāns   | 241,947                             | 30.56                               | 8.11                                | 30 / 100             | 27                   | = 1r                 | Coalició           |
| 1925                                      | Pauls Kalniņš     | 260,987                             | 31.37                               | 0.81                                | 32 / 100             | 2                    | = 1r                 | Oposició           |
| 1928                                      | Pauls Kalniņš     | 226,340                             | 24.34                               | 7.03                                | 25 / 100             | 7                    | = 1r                 | Oposició           |
| 1931                                      | Pauls Kalniņš     | 186,000                             | 19.23                               | 5.11                                | 21 / 100             | 4                    | = 1r                 | Oposició           |
| República Socialista Soviètica de Letònia |                   |                                     |                                     |                                     |                      |                      |                      |                    |
| 1993                                      | Egils Baldzēns    | 7,416                               | 0.66                                | Nou                                 | 0 / 100              | Nou                  | 17è                  | Extraparlamentari  |
| 1995                                      | Jānis Dinevičs    | Dins la coalició Treball i Justícia | Dins la coalició Treball i Justícia | Dins la coalició Treball i Justícia | 0 / 100              | =                    | 10è                  | Extraparlamentari  |
| 1998                                      | Jānis Ādamsons    | Dins l'Aliança (LSDSP-LSDP-LDP)     | Dins l'Aliança (LSDSP-LSDP-LDP)     | Dins l'Aliança (LSDSP-LSDP-LDP)     | 14 / 100             | 14                   | 5è                   | Coalició           |
| 2002                                      | Juris Bojārs      | 39,837                              | 4.02                                | 8.86                                | 0 / 100              | 14                   | 8è                   | Extraparlamentari  |
| 2006                                      | Jānis Dinevičs    | 31,728                              | 3.52                                | 0.50                                | 0 / 100              | =                    | = 8è                 | Extraparlamentari  |
| 2010                                      | Jānis Dinevičs    | Dins la coalició Responsabilitat    | Dins la coalició Responsabilitat    | Dins la coalició Responsabilitat    | 0 / 100              | =                    | 10è                  | Extraparlamentari  |
| 2011                                      | Jānis Dinevičs    | 2,531                               | 0.28                                | 0.37                                | 0 / 100              | =                    | 11è                  | Extraparlamentari  |
| 2014                                      | Aivars Timofejevs | No hi van participar                | No hi van participar                | No hi van participar                | No hi van participar | No hi van participar | No hi van participar | Extraparlamentari  |
| 2018                                      | Jānis Dinevičs    | Dins l'Aliança SKG                  | Dins l'Aliança SKG                  | Dins l'Aliança SKG                  | 0 / 100              | =                    | 14è                  | Extraparlamentari  |
| 2022                                      | Jānis Dinevičs    | Dins la coalició ZZS                | Dins la coalició ZZS                | Dins la coalició ZZS                | 2 / 100              | 2                    | 2n                   | Oposició (2022–23) |
| 2022                                      | Jānis Dinevičs    | Dins la coalició ZZS                | Dins la coalició ZZS                | Dins la coalició ZZS                | 2 / 100              | 2                    | 2n                   | Coalició (2023–)   |

### Parlament Europeu
| Any  | Líder            | Vots                 | %                    | Escons | +/– | Grup |
| ---- | ---------------- | -------------------- | -------------------- | ------ | --- | ---- |
| 2004 | Desconegut       | 27,468               | 4.81 (#7)            | 0 / 9  | Nou | –    |
| 2009 | Desconegut       | 30,004               | 3.86 (#9)            | 0 / 8  | =   | –    |
| 2014 | Jānis Dinevičs   | 1,462                | 0.33 (#10)           | 0 / 8  | =   | –    |
| 2019 | Jānis Dinevičs   | 922                  | 0.20 (#14)           | 0 / 8  | =   | –    |
| 2024 | Harijs Rokpelnis | Dins la coalició ZZS | Dins la coalició ZZS | 0 / 9  | =   | –    |